# Кобзевка Вторая
Кобзевка Вторая (укр. Кобзівка Друга) — село, Кобзовский сельский совет, Красноградский район, Харьковская область, Украина.
Код КОАТУУ — 6323381203. Население по переписи 2001 года составляет 113 (53/60 м/ж) человек.

## Географическое положение
Село Кобзевка Вторая находится на расстоянии в 2 км от реки Вшивая (левый берег), к селу примыкает село Землянки, на расстоянии в 2 км расположено село Кобзевка. По селу протекает пересыхающий ручей с запрудами.

## История
- 1992 — дата основания.

## Экономика
- Молочно-товарная ферма.